# Estellacarus unguitarsus
Estellacarus unguitarsus är en kvalsterart som först beskrevs av Herbert Habeeb 1954.  Estellacarus unguitarsus ingår i släktet Estellacarus och familjen Axonopsidae. Inga underarter finns listade i Catalogue of Life.